# Dipsiathus obscurifrons
Dipsiathus obscurifrons är en insektsart som beskrevs av Alexander Fyodorovich Emeljanov 2005. Dipsiathus obscurifrons ingår i släktet Dipsiathus och familjen vedstritar. Inga underarter finns listade i Catalogue of Life.